# Baltimore Assembly
Baltimore Assembly of de Broening Highway General Motors Plant was een autoassemblagefabriek van het Amerikaanse autoconcern General Motors in Baltimore in de Amerikaanse staat Maryland. De fabriek werd geopend in 1935 en sloot in 2005.

## Geschiedenis
Baltimore Assembly opende in 1935 voor de assemblage van een hele reeks Chevrolet-modellen. In 1984 werd de fabriek omgebouwd voor de productie van GM's minivans, de Chevrolet Astro en de GMC Safari. Deze waren GM's antwoord op Chryslers populaire Dodge Caravan en werden enkel bij Baltimore Assembly gebouwd. Regelmatig werden de twee modellen gefacelift. Eind jaren 1990 begon hun populariteit te tanen en in 2000 werd de tweede werkshift stopgezet. De stopzetting van de modellen en de sluiting van de fabriek werd aangekondigd en op 13 mei 2005 werd het laatste van in totaal 3,7 miljoen stuks geproduceerd. De site werd vervolgens aan een projectontwikkelaar verkocht die de gebouwen sloopte en er een industriepark van maakte.

## Gebouwde modellen
| Afbeelding | Model           | Periode   |
| ---------- | --------------- | --------- |
|            | Chevrolet Astro | 1984-2005 |
|            | GMC Safari      | 1984-2005 |